# Rhema Otabor
Rhema Otabor (3 de diciembre de 2002) es una deportista bahameña que compite en atletismo. En los Juegos Panamericanos de 2023 obtuvo una medalla de plata en la prueba de lanzamiento de jabalina.

## Palmarés internacional
| Juegos Panamericanos | Juegos Panamericanos | Juegos Panamericanos | Juegos Panamericanos |
| Año                  | Lugar                | Medalla              | Prueba               |
| -------------------- | -------------------- | -------------------- | -------------------- |
| 2023                 | Santiago (Chile)     | Medalla de plata     | Jabalina             |